# Kwegu
Le kwegu ou koegu est une langue nilo-saharienne, du groupe de langues surmiques, parlée en Éthiopie.